# DARU Journal of Pharmaceutical Sciences
DARU Journal of Pharmaceutical Sciences, DARU, ist eine wissenschaftliche Fachzeitschrift, die vom BioMed Central-Verlag veröffentlicht wird. Die Zeitschrift ist das offizielle Publikationsorgan der pharmazeutischen Fakultät der Iran-Universität für Medizinische Wissenschaften und Gesundheitsdienste und erscheint derzeit mit vier Ausgaben im Jahr. Es werden Arbeiten veröffentlicht, die sich mit pharmazeutischen Fragestellungen beschäftigen.
Der Impact Factor lag im Jahr 2014 bei 1,638. Nach der Statistik des ISI Web of Knowledge wird das Journal mit diesem Impact Factor in der Kategorie Pharmakologie und Pharmazie an 172. Stelle von 254 Zeitschriften geführt.